# USS Enterprise (CV-6)
USS Enterprise (CV-6) često zvan i "Big E" bio je šesti američki nosač zrakoplova u sastavu Američke ratne mornarice i sedmi američki brod koji nosi ime Enterprise. Drugi je nosač u klasi Yorktown i jedan od tri američka nosača koji su preživjeli Drugi svjetski rat. Služio je od 1938. do 1947. godine. Nosač je sudjelovao više velikih pomorskih bitki protiv Japanske carske mornarice od bilo kojeg drugog američkog broda. Sudjelovao je i u pomorskoj bitki kod Midwaya u kojoj je njegov brod blizanac USS Yorktown potopljen.
Enterprise je odlikovan s 20 borbenih zvijezda (eng. battle stars – odlikovanje za sudjelovanje u bitkama), naviše od svih američkih ratnih brodova u Drugom svjetskom ratu. Neki su ga proglasili najslavnijim i najodlikovanijim brodom u cjelokupnoj američkoj pomorskoj povijesti, od kojeg je slavnija možda samo američka fregata iz 18. stoljeća USS Constitution.

### Zajednički poslužitelj
|  | Zajednički poslužitelj ima stranicu o temi USS Enterprise (CV-6)    |
|  | Zajednički poslužitelj ima još gradiva o temi USS Enterprise (CV-6) |